# Symbolique de l'aigle chez les Amérindiens
 (août 2009).
Si vous disposez d'ouvrages ou d'articles de référence ou si vous connaissez des sites web de qualité traitant du thème abordé ici, merci de compléter l'article en donnant les références utiles à sa vérifiabilité et en les liant à la section « Notes et références ».

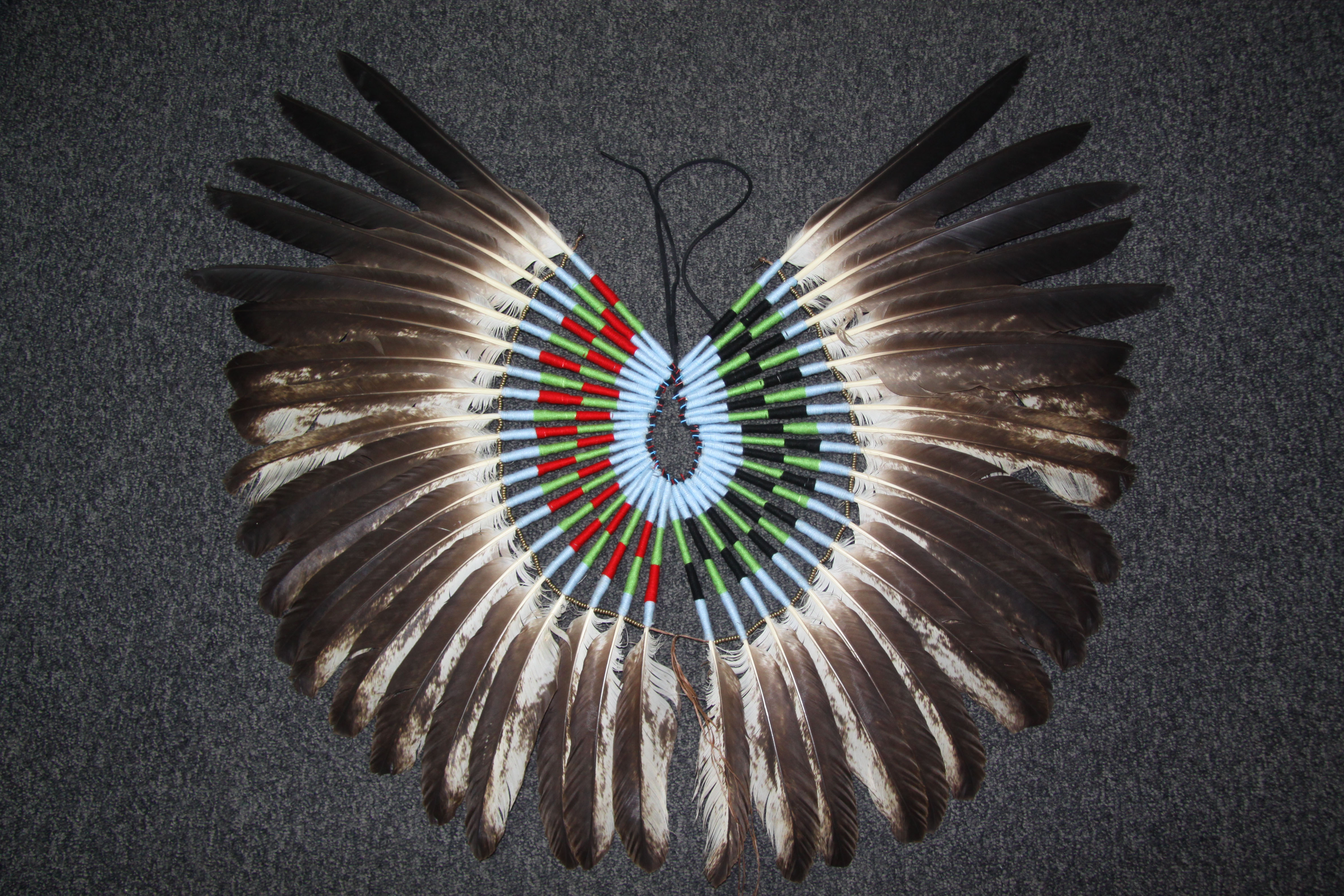
Plumes d'aigle

Chez les Amérindiens[Lesquels ?], l'aigle, et plus particulièrement sa plume, symbolise la vérité et le courage.

## Présentation
Lors d'un cercle de guérison, la tenir dans sa main tout en prenant la parole implique que l'on s'engage solennellement à dire la vérité. L'aigle étant l'oiseau qui vole le plus haut, on considère qu'il est celui qui est le plus près du Créateur, devenant ainsi un symbole d'élévation spirituelle. Pour cette raison, on utilise sa plume pour pousser la fumée du tabac, croyant qu'elle aide à faire parvenir les prières au Créateur. En donner une est la plus grande marque honorifique que l'on puisse faire à une personne. Chaque plume d'aigle portée par un guerrier symbolise un acte de bravoure. Si un danseur laisse tomber une plume d'aigle durant un pow-wow, le festival entier doit s'arrêter et une cérémonie spéciale est conduite par des aînés pour qu'elle soit honorée et prise d'une façon sacrée et respectueuse.
La structure des ailes de l'oiseau représente un savoir sacré pour la culture amérindienne, similaire à la croix dans la culture catholique.
Le National Eagle Repository, une agence du United States Fish and Wildlife Service, se charge de collecter les carcasses d'aigles aux États-Unis, puis d'envoyer des parties de l'animal aux tribus amérindiennes du pays pour leurs rituels traditionnels. Le National Eagle Repository a été créé en 1970 en « reconnaissance à l'importance de ces plumes pour les Amérindiens ». À partir de 1994, toutes les agences du pays sont obligées d'envoyer toutes les carcasses d'aigles trouvées au National Eagle Repository. Cependant, certains tribus clament leur liberté à chasser l'aigle. La tribu Hopi en Arizona dispose du droit de tuer quarante aigles par an. 
À 18 ans, les jeunes Amérindiens peuvent demander de recevoir une carcasse d'aigle, ou au moins des parties importantes de son corps. 

## Cruauté envers les animaux
Le traitement des aigles par les Amérindiens s'apparente à de la cruauté animale, et plusieurs associations se sont créées pour protéger ces oiseaux. 